# Levroux
Levroux là một xã ở tỉnh Indre khu vực trung bộ Pháp. Xã này có diện tích 56,43 km², dân số thời điểm năm 1999 là 2914 người. Khu vực này có độ cao trung bình 141 mét trên mực nước biển.